# Pietro Fioravanti
Pietro Fioravanti (Cesena, 4 aprile 1946) è un ex calciatore italiano, di ruolo portiere.

## Biografia
È figlio di Giorgio Fioravanti, anche lui portiere, attivo negli anni 1940 e 1950.

## Carriera
Cresciuto nella Juventus, nel 1962 viene prestato al Cesena, dove disputa una sola partita nel campionato di Serie C 1963-1964. Rientrato a Torino, rimane per tre stagioni come portiere delle giovanili, ed esordisce nella massima serie nel corso del campionato 1967-1968, sostituendo il titolare Roberto Anzolin (a causa dell'indisponibilità del vice Angelo Colombo): scende in campo l'11 febbraio 1968 contro il Bologna (0-0), e disputa da titolare anche la partita della settimana successiva, il derby della Mole perso contro il Torino (1-2), per poi tornare al ruolo di terza scelta.
Nell'estate seguente passa in prestito alla Lazio, in Serie B, ma non trova spazio giocando solo 9 partite nel vittorioso campionato cadetto 1968-1968. Restituito alla Juventus, trascorre un'altra annata senza scendere in campo prima di accettare il trasferimento in Serie C, nel Piacenza: in Emilia gioca due campionati di titolare, conquistando altrettante salvezze. Nel 1972 lascia l'Emilia, poiché il suo cartellino era stato acquisito direttamente dal presidente Enzo Romagnoli (sostituito in febbraio da Luigi Loschi); nel campionato di Serie C 1973-1974 è in prestito al Pescara, e dopo aver riscattato il proprio cartellino prosegue la sua carriera militando nell'Asti e nel Riccione.

## Palmarès
- Coppa Italia: 1

Juventus: 1964-1965
- Campionato italiano: 1

Juventus: 1966-1967
- Campionato italiano di Serie B: 1

Lazio: 1968-1969